# مضيق الملكة شارلوت
مضيق الملكة شارلوت هو مضيق يقع بين جزيرة فانكوفر والبر الرئيسي لكولومبيا البريطانية بكندا. وهو يربط مضيق كوين شارلوت بمضيق جونستون وممر ديسكفري ومن خلالهما إلى مضيق جورجيا ومسار بوجيه. وهو يشكل جزءًا من الممر الداخلي من واشنطن إلى ألاسكا. يُستخدم مصطلح مضيق الملكة شارلوت أيضًا للإشارة إلى المنطقة العامة ومجتمعاتها العديدة، ولا سيما شعوب كواكواكاواكو. على الرغم من اسمه إلا أن مضيق الملكة شارلوت لا يقع بين هايدا جواي (جزر الملكة شارلوت) والبر الرئيسي؛ يسمى هذا المسطح المائي مضيق هيكات.

## التسمية
تم تسمية مضيق الملكة شارلوت من قبل جيمس سترينج في 5 أغسطس 1786، تكريما للملكة شارلوت، زوجة الملك جورج الثالث. كان سترينج قائدًا لبعثة لتجارة الفراء مكونة من سفينتين، الكابتن كوك بقيادة الكابتن هنري لوري، والتجربة بقيادة الكابتن جون جيز. أثناء رحلة بالقارب حتى قناة جوليتاس، رأى سترينج فتحة أمامه وأطلق عليها اسم مسار الملكة شارلوت. وكان المسطح المائي الذي أطلق عليه اسم ما يعرف اليوم باسم مضيق الملكة شارلوت.
لبعض الوقت كان يُطلق على مضيق الملكة شارلوت أيضًا اسم مسار الملكة شارلوت، حتى عام 1920 عندما ميزت خدمة "الأسماء الجغرافية في كولومبيا البريطانية" والهيدروغرافية بين مضيق الملكة شارلوت ومسار الملكة شارلوت. كتب جورج فانكوفر الذي استخدم الاسم في خرائطه وكتاباته، أن المسار تم تسميته بواسطة السيد إس. ويدجبورو، الذي كان يقود التجربة تحت قيادة جيمس سترينج، ولكن من المحتمل أن يكون هذا خطأ.

## جغرافيا
وفقًا للأسماء الجغرافية في كولومبيا البريطانية، تم تعريف الحدود الشمالية لمضيق الملكة شارلوت على أنها خط يمتد من كيب سوتيل، في الطرف الشمالي من جزيرة فانكوفر، إلى كيب كوشن في البر الرئيسي. يوصف الطرف الجنوبي لمضيق الملكة شارلوت بأنه "عدة قنوات ضيقة شمال وشرق جزيرة مالكولم".
يقع المضيق بين أجزاء البر الرئيسي وجزيرة فانكوفر في المنطقة الإقليمية لجبل وادينغتون، وهو شكل من أشكال الحكم البلدي الإقليمي مع السلطة على تقسيم المناطق وتصاريح البناء والصرف الصحي والتكامل بين البلديات. ومع ذلك فإن معظم المجتمعات في المنطقة هي مجتمعات محمية هندية تابعة لشعوب كواكواكاواكو والتي تقع خارج نطاق سلطة إدارة المنطقة الإقليمية. تتداخل الأراضي التقليدية لمعظم شعوب كواكواكاواكو في المضيق، وهو مورد حيوي لمصايد الأسماك ورابط نقل بين مجتمعاتهم.